# Грб општине Горњи Милановац
Грб општине Горњи Милановац усвојен је 30. октобра 2009, када је укинуто бивше хералдичко знамење (грб у три нивоа) и застава доношењем Одлуке о изгледу и употреби грба и заставе Општине Горњи Милановац.
У члану 5. ове одлуке грб је дефинисан на следећи начин:
„Решење грба општине Горњи Милановац укомпоновано је у форму полукружног свода који се састоји од графичке стилизације територије општине Горњи Милановац која својим обликом асоцира на крошњу грма, чији корени представљају симбол постојности свих словенских народа, посебно Срба, а под којим је Милош Обреновић 23. априла 1815. године у Такову подигао Други српски устанак и обновио Српску државу. Тип слова (општина Горњи Милановац) употребљен је у стилу са датим решењем.“

## Стари грб
Симболи општине који су ван употребе од 2009. године чине грб у три нивоа и заставу. Блазон грба гласи: На плавом златни храст, преко црвени грчки крст.Застава је плаве боје. На белом диску је црвени крст, који алудира на Други српски устанак који је подигнут 1815. у Такову, селу у овој општини. Венац око диска је инспирисан Цветном Недељом, даном када је 1815. године почео устанак.